# Caldes de Montbui (kommun)
Caldes de Montbui är en kommun i Spanien.   Den ligger i provinsen Província de Barcelona och regionen Katalonien, i den östra delen av landet, 500 km öster om huvudstaden Madrid. Antalet invånare är 17 271. Arean är 38 kvadratkilometer. Caldes de Montbui gränsar till Sant Feliu de Codines, Bigues i Riells, Santa Eulàlia de Ronçana, Lliçà d'Amunt, Palau-solità i Plegamans, Sentmenat, Sant Llorenç Savall och Gallifa. 
Terrängen i Caldes de Montbui är kuperad åt nordväst, men åt sydost är den platt.